# جيم بلانت
جيمس إدوارد بلانت (1898- بعد 1930) لاعب كرة قدم إنجليزي لعب كلاعب وسط أيمن أو أيسر. ولد في وايتويل ، ديربيشاير وجندي سابق، ولعب في دوري كرة القدم لشيفيلد يونايتد.

## مساره المهني
لعب بلانت كهاوٍِ لعدد من الفرق المحلية أثناء عمله كعامل منجم قبل خدمته العسكرية مع شيروود فورسترس. بعد أن أصيب أثناء تواجده في الجيش، كان بلانت يلعب مع فريق Whitwell Discharged Soldiers (ويتويل للمقالين العسكرين) وقتما اكتشفه شيفيلد يونايتد في يناير 1920 وعرض عليه عقدًا احترافيًا. في ظهوره الأول في الشهر التالي تعادل 0-0 مع ديربي كاونتي، بقي بلانت في يونايتد لمدة أربعة مواسم ونصف، لكنه لم يثبت نفسه في الفريق الأول. فقد كانت أفضل فتراته هي سلسلة المباريات التي لعبها كلاعب وسط جناح خلال موسم 1922–1923، لكن بلانت أصيب في بداية الموسم التالي وفقد مكانه. وأخيرًا تم تسريح بلانت في صيف عام 1925 لأسباب طبية.
بعد فترة من الابتعاد عن ملعب كرة القدم وقع عقدًا مع ماكليسفيد تاون في صيف عام 1926، حيث أمضى موسمًا واحدًا قبل الانضمام إلى Worksop Town في عام 1927. كانت إقامة بلانت في وركساب لفترة قصيرة فقط ثم عاد مرةَ أخرى إلى لعب الهواة، حيث لعب مع Ripley Town و Whitwell Old Boys وأخيراً Whitwell Colliery .